# André Beynens
André (Dré) Beynens is een personage in de VTM-televisieserie Familie, gespeeld door Frank Dingenen.

## Overzicht
Op een dag duikt er in de Jan & Alleman een wielerploeg op onder leiding van André Beynens en Gilbert Vandersmissen. Jan Van Den Bossche probeert deze twee te overtuigen om het café als vaste uitvalbasis te gebruiken. Dit lukt uiteindelijk maar het heeft ook gevolgen voor Niko en Rita. Zij moeten voor dag en dauw broodjes smeren voor de wielertoeristen.
Anna en Albert willen hun huisje in Benidorm verkopen na het waterlek dat ze hebben gehad. Dré en Myriam zien het wel zitten om het huisje van Anna en Albert over te kopen. Myriam wil zo snel mogelijk naar Benidorm vertrekken. Daar is Jan niet zo tevreden mee want dan zou hij weer een goede vriend verliezen. Uiteindelijk wordt hun reis uitgesteld.
Jan en Dré kunnen het goed met elkaar vinden en besluiten, na de verhoging van de prijs van het bier, zelf bier te brouwen. Jan besluit om alles op alles te zetten om het beste bier van de streek te brouwen. Dré krijgt een idee om te gaan "spioneren" in een abdij. Dit levert helaas niet veel op. Maar toch blijven ze proberen. Helaas brengt dat bierbrouwen een enorme stank mee in het café en doen Nico en Rita er alles aan om de twee te doen inzien dat het toch niet zal lukken. Ze moeten uiteindelijk toegeven dat hun bier niet te drinken is. Na een grap van Nico, die plastic vissen in de Dijle heeft gekiept, besluiten de twee om te stoppen met bierbrouwen.
Jan maakt zich ongerust omdat hij al een paar dagen niets meer heeft gehoord van Dré. Dan komt Linda erachter dat Dré in het ziekenhuis is opgenomen met ernstige verwondingen. Dré beweert dat hij van zijn fiets is gevallen, maar de verwondingen lijken volgens Victor Praet niet op verwondingen van een val met de fiets. De vrouw van Dré, Myriam, komt hem regelmatig bezoeken in het ziekenhuis. Victor vindt haar een bijzonder vriendelijke vrouw.
Dré lijkt te herstellen tot er door de verpleegsters nieuwe verwondingen worden vastgesteld. Dré beweert dat hij 's nachts naar het toilet moest en tegen de deur is gelopen en dan is gevallen tegen de kapstokken. Victor en Linda vermoeden dat Dré niet de waarheid spreekt en ze schakelen Jan in om Dré meer te laten vertellen. Helaas vertelt Dré ook niets meer aan Jan. Als hij nog maar eens nieuwe verwondingen krijgt vermoeden Victor en Linda dat Myriam daar iets mee te maken heeft, maar zij ontkent de feiten en dreigt ermee om Victor aan te klagen. Dit laatste gebeurt echter niet. Maar dan betrapt Victor Myriam op heterdaad. Zij slaat Dré. Ondanks alles kan Dré het niet over zijn hart krijgen om Myriam, zijn eigen vrouw, aan te klagen. Dré mag het ziekenhuis verlaten maar kan de confrontatie met Myriam niet aan.
Myriam besluit om meteen de koffers te pakken om richting Benidorm te vertrekken. Maar dat is buiten Dré gerekend. Hij heeft Myriam een mep in haar gezicht gegeven en zij dreigt ermee om Dré een proces aan zijn broek te lappen. Dré kan de confrontatie met Myriam niet aan en trekt voorlopig in bij Rita. Rita gaat zelfs bij Dré zijn thuis kleren halen. Alles loopt goed tot op een dag de hond van Dré in het café opduikt en er geen enkel spoor meer van Dré is...
Rita maakt zich ernstige zorgen over waar Dré zou uithangen en besluit samen met Jan het huis van Dré te gaan bespioneren. Wanneer ze Myriam zien
wegrijden ziet Rita een kans om te kijken of Dré wel effectief bij haar verblijft. Uiteindelijk vinden ze Dré opgesloten in de garage. Dré trekt terug in bij Rita, maar wanneer Myriam dit te weten komt slaan bij haar de stoppen door. Jan kan haar nog net op tijd tegenhouden. Na dit alles vraagt Dré eindelijk de echtscheiding met Myriam aan.